# Lancia Alfa
Der Lancia Alfa oder auch Lancia 12 HP ist das erste Fahrzeug des Automobilherstellers Lancia & C. Fabbrica Automobili und wurde mit einem Reihenvierzylinder ausgestattet, der seine Leistung bei 1800 min−1 abgab. Das war damals eine enorm hohe Drehzahl.
Der Namensgeber Vincenzo Lancia eröffnete 1908 in Borgo San Paolo in Turin mit seinem Partner Claudio Fogolin eine Werkstatt namens Lancia.

## Technische Daten
- Hubraum: 2543 cm³
- Zylinder: 4
- Leistung: 21 kW / 28 PS
- Baujahr: 1907–1909